# Cadets zouaves américains
Les cadets zouaves américains, en anglais : United States Zouave Cadets, également connus sous les noms de Zouaves de Chicago, Cadets zouaves de Chicago et La garde nationale des cadets de Chicago, en anglais : Chicago Zouaves, Zouave Cadets of Chicago et the National Guard Cadets of Chicago, était une unité éphémère de zouaves, faisant partie de la milice de l'Illinois (en). Elle a été reconnue comme la force à l'origine de la montée en puissance de l'infanterie zouave aux États-Unis et dans les États confédérés, au milieu du XIXe siècle. Fondée en 1856, elle adopte l'uniforme zouave et entre en service dès 1859. Sa tournée aux États-Unis, de 1860, a popularisé l'apparence et les coutumes particulières des zouaves, inspirant directement et indirectement la formation de douzaines d'unités similaires à la veille de la guerre de Sécession.
Sous la gouverne de William Henry Bissell, les cadets zouaves des États-Unis ont organisé la cérémonie de désignation de la garde du gouverneur de l'Illinois. Sa marche s'appelait le Zouave Cadets Quickstep.

## Histoire
Les membres du corps, à une exception près, sont tous des jeunes hommes d'une extraordinaire puissance musculaire, et il n'y a pas un seul membre qui ne soit pas un gentleman aussi bien qu'un soldat. L'exercice est très ardu, mais, malgré tout, chaque mouvement, aussi complexe soit-il, est exécuté à la perfection.
| légende = Le New York Times citant l'exhibition des cadets zouaves des États-Unis à New York en juillet 1860.

### Formation et histoire initiale
Les cadets de la garde nationale de Chicago ont été formés en tant que compagnie de milice volontaire, le 19 mars 1856, sous le commandement du capitaine Joseph R. Scott,, mais en trois ans, leur effectif s'était réduit à seulement 15 personnes.

### Source de la traduction
- (en) Cet article est partiellement ou en totalité issu de l’article de Wikipédia en anglais intitulé « United States Zouave Cadets » (voir la liste des auteurs).